# Gabriel Piguet
Mons. Gabriel Piguet (24. února 1887, Mâcon – 3. července 1952, Clermont-Ferrand) byl francouzský římskokatolický duchovní, biskup diecéze Clermont-Ferrand. Za druhé světové války byl vězněn v koncentračním táboře. V roce 2011 mu byl udělen titul Spravedlivý mezi národy.

## Život
V roce 1933 byl papežem Piem XI. jmenován biskupem v Clermontu. Po vypuknutí druhé světové války organizoval ukrývání Židů a jiných nacisty pronásledovaných osob v církevních objektech. Tato jeho činnost byla v roce 1944 odhalena a 28. května toho roku byl přímo ve své katedrále zatčen gestapem. Byl dopraven do koncentračního tábora v Dachau a umístěn na místní kněžský blok. Zde 17. prosince 1944 uskutečnil ilegální kněžské svěcení jáhna Karla Leisnera, dnes katolickou církví uctívaného jako blahoslaveného (šlo o jediné uskutečněné svěcení za celou dobu trvání koncentračního tábora). V roce 1945 se vrátil do Clermontu a znovu se ujal biskupského úřadu. Nikdy se však již nezbavil zdravotních následků věznění. Zemřel v roce 1952.